# William Devane
William Joseph Devane (Albany, 5 de Setembro de 1937) é um ator norte-americano de cinema e televisão.
Ele é mais conhecido por suas interpretações na série Knots Landing e no filme de TV The Missiles of October, onde interpretou o Presidente Kennedy.  Ele participou de filmes como McCabe & Mrs. Miller, Family Plot, Marathon Man, Rolling Thunder, The Bad News Bears, Breaking Training, Testament e Space Cowboys e Timestalkers (1987) como Dr. Scott McKenzie. Na televisão ele fez aparições na série Arquivo-X, e em The West Wing e Stargate SG-1 em papéis de político. Ainda fez parte do elenco de 24 Horas como o Secretário de Defesa James Heller na 4ª Temporada da série, retornando em participações na 5ª, 6ª e 9ª Temporadas.